# Amonijum perhlorat
Amonijum perhlorat ("AP") je neorgansko hemijsko jedinjenje, sa formulom NH4ClO4, koje ima molekulsku masu od 117,489 . To je bezbojna ili belo čvrsta supstanca koja je rastvorljiva u vodi. To je moćan oksidant. U kombinaciji sa gorivom, može se koristiti kao raketno gorivo koje se zove kompozitno gorivo od amonijum perhlorata. Njegova nestabilnost ga je dovela do niza nesreća, kao što je katastrofa u PEPCON-u.
U svom čistom stanju, to je eksploziv (po čemu se razlikuje od kalijum perhlorata). Za razliku od amonijum hlorata, on je stabilno jedinjenje.  Koristi se kao komponenta nekih eksplozivnih smeša za miniranje, tzv šediti, umesto kalijum hlorata ili perhlorata. Na primer, tokom Prvog svetskog rata, Francuzi su koristili šedit B (82% NH4ClO4, 13% dinitrotoluena, 5% ricinusovog ulja) ili jednostavnije mešavine 86–92% NH4ClO4 i 14–8 % parafina; korišćeni su za lansiranje projektila sa malom cevnom brzinom, na primer minobacačke granate ili avionske bombe.  Sličan materijal (78% NH4ClO4, 16% parafina i 8% aluminijuma) koristili su Britanci za punjenje nagaznih mina. 
Zbog veće specifične težine (gustine) amonijum perhlorata, eksplozivi pripremljeni sa njim su jači od onih pripremljenih sa amonijum nitratom. Oni su osetljiviji na trenje i plamen od hloratnih materijala. Njihova upotreba u podzemnom rudarstvu smanjuje mogućnost prisustva hlorovodonika u produktima raspadanja. 
Amonijum perhlorat je jedan od najčešćih oksidanata u čvrstim raketnim gorivima. Smeše sa njegovim učešćem sagorevaju relativno sporo na nižoj temperaturi i proizvode manje dima od smeša sa kalijum perhloratom.  Popularna goriva se sastoje od perhloratnog oksidatora i polimera sa više sumpora, koji istovremeno služe kao vezivo i goriv element. 
Amonijum perhlorat je bio oksidaciono sredstvo korišćeno u SRB motorima.

## Proizvodnja
Amonijum perhlorat (AP) se proizvodi reakcijom između amonijaka i perhlorne kiseline. Ovaj proces je glavni izlaz za industrijsku proizvodnju perhlorne kiseline. So se takođe može proizvesti reakcijom metateze soli amonijuma sa natrijum perhloratom. Ovaj proces koristi relativno nisku rastvorljivost NH4ClO4, što je oko 10% rastvorljivosti natrijum perhlorata.
AP se kristališe kao bezbojni romboid.
Dobija se reakcijom perhlorne kiseline sa amonijum hidroksidom:
HClO4 + NH4OH → NH4ClO4 + H2O
U laboratorijskim uslovima dobija se iz perhlorne kiseline i amonijum bikarbonata:
{\displaystyle {\ce {HClO4 + NH4HCO3 -> NH4ClO4 + CO2 + H2O}}}
Ili industrijski se dobija reakcijom razmene između natrijum perhlorata {\displaystyle {\ce {NaClO4}}} i rastvorljiva so amonijuma kao što je amonijum hlorid, {\displaystyle {\ce {NH4Cl}}} ili amonijum sulfat {\displaystyle {\ce {(NH4)2SO4}}} ili amonijum karbonat {\displaystyle {\ce {(NH4)2CO3}}}:
NaClO4 + NH4Cl → NH4ClO4 + NaCl
Odvajanje smeše soli je olakšano velikom razlikom u rastvorljivosti amonijum perhlorata i reagenasa i nusproizvoda natrijum hlorida.

## Dekompozicija
Kao i većina amonijum soli, amonijum perhlorat se raspada pre nego što se otopi. Blago zagrevanje rezultira proizvodnjom hlorovodonika, azota, kiseonika i vode.
4 NH4ClO4 → 4 HCl + 2 N2 + 5 O2 + 6 H2O
Sagorevanje AP je prilično kompleksno i široko se proučava. AP kristali se raspadaju pre nego što se otope, iako je uočen tanak sloj tečnosti na površinama kristala tokom procesa sagorevanja pod visokim pritiskom. Jako zagrevanje može dovesti do eksplozije. Kompletne reakcije ne ostavljaju nikakve ostatke. Čisti kristali ne mogu da izdrže plamen ispod pritiska od 2 MPa .
AP je oksidator klase 4 (može da se podvrgne eksplozivnoj reakciji) za čestice veće od 15 mikrometara i klasifikovan je kao eksplozivan za čestice manje od 15 mikrometara.

## Osobine
| Osobina                  | Vrednost |
| ------------------------ | -------- |
| Broj akceptora vodonika  | 5        |
| Broj donora vodonika     | 2        |
| Broj rotacionih veza     | 0        |
| Particioni koeficijent ( | 0,0      |
| Rastvorljivost (logS, log(mol/L))       | -0,6     |
| Polarna površina (PSA, Å2)  | 106,4    |

## Fizička svojstva
Bezbojni kristali, u normalnim uslovima kristalizuju se u romboedarskom obliku. Gustina 1,95 g/cm³. Iznad 125 °C (257 °F; 398 K) kubična modifikacija je stabilna. Dobro se rastvara u vodi - 20  g na 100 g vode pri 25 °C (77 °F; 298 K).
Kada se zagreje iznad 150 °C (302 °F; 423 K), počinje raspadanje po autokatalitičkom mehanizmu, a reakcija je samoodrživa egzotermna, ponekad se takvo razlaganje naziva „sagorevanjem amonijum perhlorata“, takvo slojevito sagorevanje se dešava u čistom amonijum perhloratu bez aditiva redukcionih agenasa.
Reakcija se završava nakon raspadanja približno 30% supstance, a preostali deo gubi sposobnost da se podvrgne autokatalitičkoj razgradnji. Da bi se povratila svojstva raspadanja, ostatak mora biti rekristalizovan. Kada se zagreje iznad 600 °C (1.112 °F; 873 K), dolazi do potpunog raspadanja, a ne autokatalitički. Ekstremno zagrevanje može izazvati eksploziju.

## Hemijska svojstva
Reakcija raspadanja se dešava na 200 °C:
{\displaystyle {\ce {4NH4ClO4 -> 2Cl2 ^ + 3O2 ^ + 8H2O ^ + 2N2O ^}}}
Pri temperaturama većim od 300 °C, raspada se na sledeći način:
{\displaystyle {\ce {2NH4ClO4 -> Cl2 ^ + O2 ^ + 4H2O ^ + 2NO ^}}}

## Karakteristične reakcije
Razlaže se proizvodeći hlor, kiseonik, azot i vodu, sa različitim brzinama opisanim gore u zavisnosti od intenziteta zagrevanja.

## Aplikacije
Primarna upotreba amonijum perhlorata je u proizvodnji pogonskih goriva na čvrsto gorivo. Kada se AP pomeša sa gorivom (poput aluminijuma u prahu i/ili sa elastomernim vezivom), može da generiše samoodrživo sagorevanje pri pritiscima daleko ispod atmosferskog pritiska. To je važan oksidant sa višedecenijskom istorijom upotrebe u čvrstim raketnim gorivima – lansiranju u svemir (uključujući raketni potisnik Space Shuttle-a), vojnim, amaterskim i hobi raketama velike snage, kao i u nekim vatrometima.
Neki "lomljivi" epoksidni lepkovi sadrže suspenzije AP. Nakon zagrevanja na 300 °C (572 °F; 573 K), AP razgrađuje organski lepak, razbijajući cementni spoj.
Kao i drugi perhlorati, on je jako oksidaciono sredstvo, što određuje njegovu upotrebu:
- kao deo čvrstih raketnih goriva;[18];
- kao deo eksploziva;
- u sastavu pirotehničkih smeša.

## Upotreba
Važan je oksidant koji se često koristi kao oksidant u raketnim motorima, u kompozitnim pogonskim gorivima poznatim kao kompozitna goriva amonijum perhlorata. Upotreba uključuje pogonsko gorivo na čvrsto gorivo svemirskih šatlova (Space Shuttle), kao i mnoge druge rakete na čvrsto gorivo, amaterske rakete i hobi rakete velike snage, kao i velike rakete za različita lansiranja u svemir i takođe u vojne svrhe.

## Toksičnost
Perhlorat sam po sebi ne predstavlja veliku akutnu toksičnost. Na primer, natrijum perhlorat ima LD 50 za pacove je oko 2–4 g/kg i brzo se eliminiše nakon gutanja. Međutim, pokazalo se da hronična izloženost perhloratima, čak i u niskim koncentracijama, izaziva različite probleme sa štitnom žlezdom, jer se on uzima umesto joda (istiskujući biogeni jod)..
Proizvodnja amonijum perhlorata je opasna. Dana 4. maja 1988. godine u gradu Henderson, blizu Las Vegasa, Nevada, SAD, došlo je do jedne od najvećih nenuklearnih požara i i serije snažnih eksplozija u istoriji SAD u fabrici amonijum perhlorata PEPCON ("Pacific Engineering Production Compani of Nevada"), u kojoj su poginule 2 i povređene oko 372 osobe. Gubici su procenjeni na više od 100 miliona dolara. Najveću eksploziju zabeležila je seizmička stanica u Kaliforniji kao zemljotres jačine do 3,5 stepeni Rihterove skale u radijusu od 1.000 km (620 mi). Razlog su bili zavarivački radovi u magacinima preduzeća, gde je bilo uskladišteno više od 4 hiljade tona amonijum perhlorata.
Neki video snimci eksplozija se mogu videti na YouTube-u, dovoljno je samo pretražiti PEPCON.
Amonijum perhlorat je komponenta mnogih čvrstih raketnih goriva čijim sagorevanjem nastaje veliki broj supstanci štetnih i opasnih za čoveka: jedinjenja hlora, azotnih oksida, dioksina.

## Bibliografija
- Urbański, Tadeusz (1967). Chemistry and technology of explosives. III. Oxford: Pergamon Press.

## Literatura
- Holleman A. F.; Wiberg E. (2001). Inorganic Chemistry (1st изд.). San Diego: Academic Press. ISBN 0-12-352651-5.
- Housecroft, C. E.; Sharpe, A. G. (2008). Inorganic Chemistry (3. изд.). Prentice Hall. ISBN 978-0-13-175553-6.